# Gerard van Lom
Abraham Gerard (Gerard) van Lom (Amsterdam, 1 maart 1872 - Den Haag, 18 oktober 1953) was een Nederlandse schilder en beeldhouwer.

## Leven en werk
Van Lom studeerde aan de Rijksakademie van beeldende kunsten in Amsterdam en behaalde in 1896 zijn diploma. Hij woonde en werkte in Amsterdam, Brussel (tot 1908) en Den Haag.
Hij maakte veel beelden van honden en hondengroepen, vooral in brons. Hij specialiseerde zich in het afnemen van dodenmaskers van gestorven huisdieren.
Daarnaast werd hij bekend door enkele grotere herdenkingsmonumenten en standbeelden.

## Enkele werken in de openbare ruimte

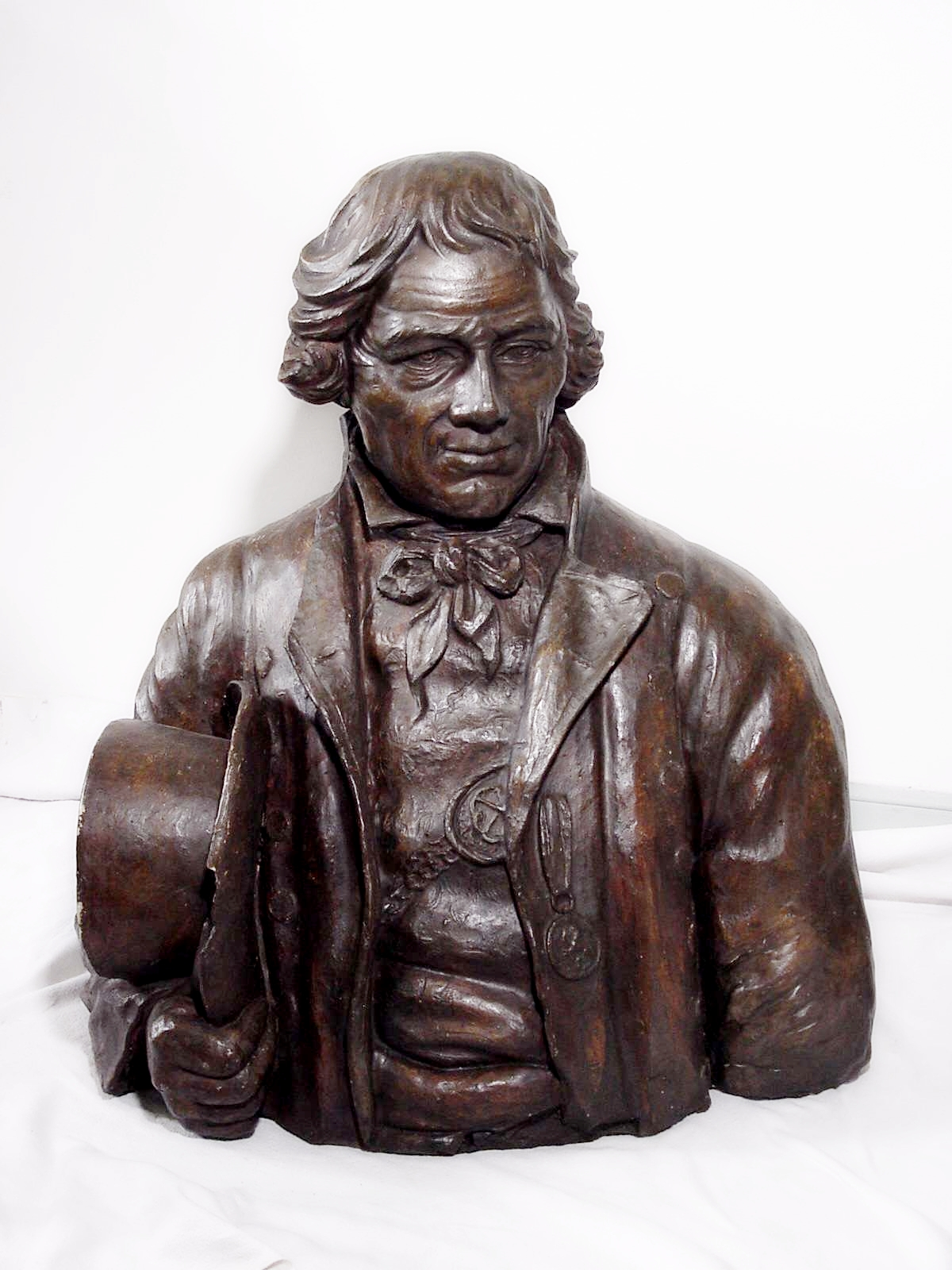
Bust van Frans Naerebout, studiestuk door Gerard van Lom. Collectie: Zeeuws maritiem muZEEum.

- 1919 - eerste standbeeld Frans Naerebout, Boulevard Evertsen, Vlissingen (onthulling 9 augustus 1919)[1][2]
- 1922 - Het Marinemonument[3], Den Helder (onthulling 1 oktober 1922)
- 1923 - Monument Koningin Wilhelmina, Onafhankelijkheidsplein, Paramaribo, Suriname, in 1975 herplaatst in een parkje bij Fort Zeelandia.